# BioShock 2
BioShock 2 — фантастический шутер от первого лица с элементами RPG, является продолжением BioShock, разработанной другим подразделением 2K Games — компанией 2K Marin. Игра вышла 9 февраля 2010 года одновременно для Windows, Xbox 360 и PlayStation 3. Локализация была произведена компанией 1С полностью на русский язык.
Первоначально было объявлено, что игра будет носить название «BioShock 2: Sea of Dreams». Впоследствии подзаголовок «Sea of Dreams» был убран.
31 августа 2010 года для Xbox 360 и PlayStation 3 к игре было выпущено крупное сюжетное дополнение Minerva’s Den. В 2011 году DLC был выпущен для Windows.

## Обзор
В подводном городе Восторг игрок примет роль первого Большого Папочки, прототипа всех будущих моделей, так называемого Объекта Дельта (англ. Subject Delta). По сравнению с серийными моделями, Дельта обладает собственной волей и может использовать плазмид и оружие одновременно.
В самом начале игры доступно лишь одно оружие — знаменитый бур, обладающий наибольшим уроном в ближнем бою среди всего арсенала. Урон от бура может быть усилен до максимума с помощью разнообразных гентоников (англ. Gene Tonik), улучшений в установках «Власть Народу» (англ. Power to the People) и получаемой через некоторое время после начала игры способности Drill Dash. Используя бур, следует следить за уровнем топлива, необходимого для вращения. Помимо бура арсенал игры включает гвоздомёт (англ. Rivet Gun), четырёхствольный пулемёт, дробовик, гранатомёт и гарпунное ружьё (англ. Speargun). К каждому оружию имеется 3 вида боеприпасов со своими особенностями, подходящими против того или иного противника. Также в отличие от первой игры плазмиды и оружие можно использовать одновременно (перед вами на экране обе руки персонажа в отличие от других шутеров).
Костюм игрока является, по сути, глубоководным скафандром, и по ходу игры придётся совершить несколько подводных прогулок, во время которых Дельте не будет ничего угрожать. Также имеется возможность подобрать моллюсков, производящих АДАМ. На просторах Восторга игроку предстоит столкнуться с новым видом сильно мутировавшего сплайсера (мутант-зверь/brute splicer), который в результате бесконтрольных генетических модификаций обрел внушительную мышечную массу и тем самым оказался на вершине пищевой цепи. Он любит бросаться тяжёлыми предметами и обладает способностью тарана. Дельта получает эту способность под названием Drill Dash в ходе исследования сплайсеров-зверей. Очень органично во вселенную Bioshock вписывается появление Большой Сестры − это повзрослевшая, и больше непригодная для сбора АДАМа из-за возросшей агрессивности и неуправляемости Маленькая Сестричка, имеющая более лёгкий вариант скафандра Большого Папочки, что обеспечивает им большую подвижность и выживание в океане. Более того, как бывшая Сестричка, она все ещё может вытягивать АДАМ из тел и сразу же пускать его на подпитку используемых ею плазмидов (Telekenesis и Incinerate) и тоников. Как только игрок убивает опекающего Сестричку Большого Папочку, Большая Сестра оказывается последним рубежом её защиты и может напасть на вас в любое время, следуя по вашему следу и оставаясь в тени до определённого момента. Обыскивая труп Большой Сестры, всегда можно найти немного АДАМа.
С освобождёнными от опеки Сестричками игрок может поступить разными способами. Девочку, оплакивающую смерть своего Папочки, можно освободить от находящегося в ней моллюска, получив максимум АДАМа, ребёнок же этой процедуры не переживет. Или же, на правах Большого Папочки, можно взять опеку над девочкой и с её помощью собрать АДАМ с трупов, о местонахождении которых подскажут карта и Сестричка (по нажатию соответствующей кнопки). Во время сбора АДАМа Сестричку необходимо охранять от сплайсеров, для этого можно использовать взломанные системы охраны, боеприпасы-ловушки для гвоздомёта и гарпуна, плазмид Циклон-ловушка (позже его можно заряжать элементальными плазмидами для дополнительных эффектов) и другие комбинации и ухищрения на своё усмотрение. Каждая Сестричка может собрать АДАМ только с двух трупов, после чего её вновь можно поглотить, либо спасти, получив часть её АДАМа. В отличие от первой части игры, Bioshock 2 не раскрывает нюансов приобретения Дельтой способности, позволяющей спасать Сестричек, но можно предположить, что это генетически вложено в него Тененбаум. Спасение всех Сестричек на каждом уровне в дальнейшем гарантирует получение подарков от них.
Существенно упростился процесс взлома охранных систем, автономных пушек, торговых автоматов и сейфов. Теперь это представляет собой мини-игру, в которой нужно несколько раз подряд совместить быстро передвигающуюся стрелку с полем зелёного или синего (для дополнительных бонусов) цвета.
Игрок всё ещё сможет возрождаться после смерти в ближайшей Вита-камере, хотя и не будет обладать ДНК Эндрю Райана. Это стало возможно благодаря Элеоноре, которая перестроила ДНК Вита-камер при восстановлении Дельты при помощи маленьких сестричек. Также в игре будут присутствовать аудиозаписи бывших жителей города и видения Дельты, раскрывающие сюжет.

## Сюжет
Вступительный ролик повествует о событиях 1958 года (около 2 лет до начала Bioshock). Дельта сопровождает Маленькую Сестричку по имени Элеонора, она оказывается в окружении агрессивно настроенной группы людей (несмотря на маски на некоторых из них, физически они выглядят вполне нормально, но, видимо, зависимость от АДАМа уже сломала их разум), уже успевших отобрать у неё шприц с АДАМом. Одного Дельта убивает сразу же, спрыгнув на него с балкона, ещё с двумя он расправляется с помощью бура. Последний выживший успевает использовать на Дельте плазмид «Гипноз Большого Папочки», дезориентируя его. Через несколько секунд зелёный муар перед глазами ослабевает, сплайсеров уже нет, рядом с Элеонорой стоит София Лэмб. Она вкрадчиво объясняет Дельте, что Элеонора — её дочь, а не его. Она приказывает Дельте встать на колени, снять шлем и выстрелить себе в голову из пистолета. Элеонора с ужасом наблюдает за сценой, не в силах что-либо изменить. Дельта умирает.
Игра начинается 10 лет спустя, в 1968 году (через 8 лет после событий первой части). Дельта приходит в себя в луже воды после возрождения в Вита-Камере, не понимая, что произошло. Первое, что он слышит после пробуждения — как его вызывает по рации Бриджит Тененбаум (знакомая нам с первого Bioshock). Она говорит Дельте, чтобы он нашёл её на Атлантик-Экспресс (название метро Восторга), по пути она рассказывает ему, что произошло с городом за прошедшие десять лет.
Позже, после отъезда поезда Тененбаум с Сестричками, на связь с Дельтой выходит некий Август Синклер, который будет помогать ему большую часть игры. Также у Дельты появляется враг — доктор София Лэмб, которая создала в Восторге идеологическую секту «Семья» и желает убить Дельту (как угрозу подросшей Элеоноре Лэмб). Однако Элеонора помогает Дельте, оставляя подарки.
Дельта направляется в убежище Софии на поезде-экспрессе, но дорогу преграждает оледенение. Остановка произошла как раз в парке развлечений Райана, где можно приобрести плазмид «Сожжение» и растопить ледник. Сам парк, по аудиозаписям его создателя Карлсона Фиддла, превращен в храм Райана и его идеи.
Следующая остановка происходит в деловом квартале Восторга из-за того, что бывшая няня Элеоноры Грейс Холлоуэй включила режим полной изоляции с целью остановить Дельту. Синклер отправляет Дельту на поиски Грэйс, чтобы забрать у неё ключ от пульта изоляции. Позже, Синклер предлагает Дельте найти кинокамеру (позволяет исследовать сплайсеров и учиться их навыкам) и заснять сплайсера-громилу. Засняв сплайсера, Дельта обучается навыку, позволяющему бить буром с разбега. Позже, Дельта проникает в отель «Синклер делюкс», где поселилась Грейс Холлоуэй. Дельта с боем доходит до неё. Игрок сам решает: убить её или оставить в живых.
Затем, по пути в здание Fontaine Futuristics, поезд с Дельтой сбивает торпеда, пущенная пастырем Саймоном Уэльсом. Дельта и Синклер выживают, но Дельта оказывается на дне, а Синклер в затопленном парке Диониса. Синклер просит Дельту пройти Аллею Сирен и оттуда осушить парк. После этого Дельте предстоит справиться с сумасшедшим священником и его братом. В конечном итоге, Дельта осушает парк, а Синклер находит новый поезд, но некий человек по имени Стэнли Пул запирает станцию и отказывается выпускать их, пока те не избавятся от трёх Младших Сестричек. Из дневников Пула и впитанных Дельтой воспоминаний Сестричек, Дельта узнаёт, что именно по вине Стэнли Пула Дельта и Элеонора стали теми, кем являются. Стэнли открывает станцию, однако Дельта становится перед выбором: убить или пощадить Стэнли Пула.
Вскоре Дельта и Синклер прибывают в здание Fontaine Futuristics, но там их поджидает мутант Гил Александр, бывший учёный, сознание которого перенесено в программный код, создатель Больших Папочек, ныне сошедший с ума и провозгласивший себя главой Fontaine Futuristics и взявший имя Алекс Великий. Александр через записи, сделанные ещё до своей мутации, просит Дельту уничтожить Алекса Великого (по желанию). Дельта, лишив Алекса контроля над системой безопасности и достав образец ДНК Гила Александра, проникает в логово Софии Лэмб.
Лэмб-старшая вызывает у Элеоноры клиническую смерть и погружает Дельту в кому. Позже Дельта приходит в себя запертым в клетке и, чтобы спастись, перемещается в тело Младшей Сестрички. Элеонора просит Дельту-Сестричку достать для неё костюм Старшей Сестры, после чего выручает Дельту. После этого Дельта получает от неё плазмид «Вызов Старшей Сестры».
Дельта и Элеонора решают выбраться из Восторга, но им мешает София. Двигатель спасательной шлюпки повреждён, а ключ зажигания украден Синклером, превращённым в Большого папочку. Отобрав у Синклера ключ и выпарив воду, мешавшую работе двигателя шлюпки, Элеонора и Дельта собираются всплывать, но взрываются бомбы, заложенные Софией. Дельта, получив смертельную травму, несётся к поверхности воды, ухватившись за выступ на шлюпке.
Существует несколько концовок игры, которые зависят от действий игрока во время всего прохождения. Первая часть концовки, а именно судьба Софии Лэмб, связана с судьбой персонажей, встреченных во время путешествия Дельты по Восторгу: если Дельта пощадил Грэйс, Стэнли или Гила, то Элеонора не даст утонуть своей матери в заполненной водой шлюпке, если же Дельта будет убивать данных персонажей, то Элеонора, переняв его модель поведения, также не пощадит свою мать.
Вторая часть концовки зависит от отношения Дельты к Маленьким Сестричкам. Если он спасал всех Сестричек, то после всплытия шлюпки на поверхность воды, Элеонора с любовью и заботой заберет весь АДАМ у Дельты, чтобы сохранить в себе его сущность. Дельта умирает, а Элеонора, с надеждой и счастьем смотря вместе со всеми Маленькими Сестричками на солнечное небо и спокойное море, настроена улучшать окружающий ее мир и готова начать новую жизнь за пределами Восторга, не забывая о всех добрых поступках, которые Дельта совершил в подводном городе. Если Дельта собрал АДАМ у по крайней мере одной Сестрички, то Дельта не позволяет Элеоноре забрать его АДАМ, боясь, что к ней перейдет сущность убийцы. Дельта медленно умирает, смотря на свое отражение в воде, а Элеонора, израсходовав энергию Маленьких Сестричек на всплытие шлюпки на поверхность, сокрушается, что осталась совсем одна в мире, благодарит Дельту за то, что он дал ей свободу, и говорит, что будет скучать по нему, в это время тучи заслоняют солнце. И, наконец, если Дельта методично собирал АДАМ у Маленьких Сестричек, то после всплытия Элеонора силой забирает у него АДАМ себе, убивая его, в это время тела мертвых сплайсеров всплывают на поверхность воды. Над океаном бушует мрачный шторм, предвещая кровавое будущее всему миру в связи с захватническими планами Элеоноры насчет него.

## Многопользовательский режим
«Генетически модифицированный» мультиплеер. Очки, заработанные игроком в сражениях с реальными соперниками, обеспечат доступ к различным видам оружия, плазмидам и тоникам, комбинации которых позволят развить новые способности. Игроки станут участниками конфликта, который разразился много лет назад и стал причиной гибели Восторга.
Многопользовательский сюжет напоминает начало одиночной игры. В начале нужно выбрать своего персонажа из 8 доступных. После выбора персонажа вы просыпаетесь на полу после первого применения плазмида в своей личной квартире, сразу же после пробуждения вы видите по телевизору, стоящему напротив вас на столе, видеосообщение — Райан говорит, что город захватил хаос и коррупция, он призывает вас бороться за город и вернуть в него порядок, а также сообщает, что было совершено нападение на ресторан Кашмир. После просмотра видео-сообщения к нам на радиоприёмник приходит сообщение от Синклер Солюшнс (англ. Sincler Solutions), в сообщении они предлагают воспользоваться их продукцией и их системы вознаграждения (чем выше ваш ранг, тем больше будут вручать интересных призов, под призами имеется виду новое оружие, новые плазмиды и тоники, новые улучшения для оружия). После бодрого призыва Райана и Синклера нужно вооружиться, в вашей квартире также находится Ген-банк (англ. Gene-Bank) (автомат для самомодернизации), в нём предстоит выбрать оружие и плазмиды, тоники пока что закрыты. В начале из оружия доступны дробовик и пистолет, а из плазмидов: сожжение (англ. incinerate), зимняя стужа (англ. Winter Blast), электроразряд (англ. Electro Bolt). После вооружения вас просят персонализировать своего персонажа (приодеть), в комнате стоит гардероб в нём можно выбрать маску, очки и оружие ближнего боя. После этого вас просят начать свой первый матч, выйдя из квартиры вы проходите по коридору к Батисфере и в ней выбираете сражение, к которому можно присоединиться или создать собственное, изменить вооружение, посмотреть статистику и испытания (маленькие задания, за выполнение которых вы получите АДАМ). Так же в многопользовательском режиме есть костюм Большого папочки, который появляется на карте в определённое время, его так же можно использовать, к костюму прилагается шесть сенсорных мин, гвоздомет и специальный удар ногой в пол, сбивающий противников с ног. По мере повышения ранга также познается история города, в вашей квартире есть аудиодневник, хранящий записи вашего и других персонажей. По этим записям можно понять понаблюдать как персонажи деградируют от АДАМА. Концовка в многопользовательском режиме также есть, она случится, когда вы достигнете 40 ранга. В ней сначала вы получаете сообщение от Синклер Солюшнс, они поздравляют вас с окончанием тестирования, затем слышен грохот, и одновременно вы получаете сообщение по радио от Эндрю Райана, что в город прибыл чужак, и через окно видите, как опускается на дно кабина самолёта, в котором летел Джек (герой первой BioShock).

## Саундтрек
Композитор тот же, что и в первой части BioShock — Гарри Шайман

### «Звуки из Маяка»
1. «Pairbond» (Главная тема BioShock 2)
2. «Waking Up in 1959» (Главная тема сетевой игры)
3. «Ten Years Later»
4. «Protecting His Charge»
5. «Welcome Back»
6. «Cult of Lamb»
7. «Out the Airlock»
8. «How She Sees the World»
9. «Grace Under the Ocean»
10. «The Abyss»
11. «Big Sister on the Move»
12. «Send Him Howling Back to Hell»
13. «Eleanor’s Darkness»
14. «That Symbol on Your Hand»
15. «Drained Memories»
16. «Entrance to Eden»
17. «Persephone»
18. «Cell Block»
19. «Lockdown March»
20. «Welcome to the Drop»
21. «Under the Tracks»
22. «Research»
23. «Destroying the Lobby»
24. «Gil’s Entertainment»
25. «Escape»
26. «Eleanor’s Lullabye»

### Лицензированная музыка
1. Арти Шоу и его Новая музыка (Artie Shaw & His New Music) — «Nightmare»
2. Аннетт Хэншоу (Annette Hanshaw) — «Daddy, Won’t You Please Come Home?»
3. Билли Холидей и её оркестр (Billie Holiday & Her Orchestra) — «Night and Day»
4. Бинг Кросби (Bing Crosby) — «Pennies from Heaven»
5. Бенни Гудмен и его оркестр вместе с Мартой Тилтон (Benny Goodman & His Orchestra with Martha Tilton) — «Bei Mir Bistu Shein»
6. Бесси Смит (Bessie Smith) — «Nobody Knows You When You’re Down and Out»
7. Бесси Смит — «Need a Little Sugar in My Bowl»
8. Генри Холл и его оркестр (Henry Hall[англ.] & His Orchestra) — «Hush, Hush, Hush, Here Comes the Bogeyman»
9. Джек Первис (Jack Purvis[англ.]*) — «Mental Strain at Dawn»
10. Джанго Рейнхардт и Стефан Граппелли (Django Reinhardt & Stéphane Grappelli) — «Chasing Shadows»
11. Джанго Рейнхардт и Стефан Граппелли — «Liza (All the Clouds’ll Roll Away)»
12. Джанго Рейнхардт и Стефан Граппелли — «It Had to be You»
13. Джанго Рейнхардт и Стефан Граппелли — «La Mer»
14. The Ink Spots — «We Three (My Echo, My Shadow, and Me)»
15. The Ink Spots — «Memories of You»
16. The Ink Spots — «Someone’s Rocking My Dreamboat»
17. Конни Босвелл (Connee Boswell) — «I Cover the Waterfront»
18. Кэб Кэллоуэй (Cab Calloway) — «The Devil and the Deep Blue Sea»
19. Кей Кайсер и его оркестр (Kay Kyser & His Orchestra) — «Praise the Lord and Pass the Ammunition»
20. The Mills Brothers — «Paper Doll»
21. The Mills Brothers — «You Always Hurt the One You Love»
22. The Mills Brothers — «Daddy’s Little Girl»
23. Ноэл Кауард (Noël Coward) — «Twentieth Century Blues»
24. The Pied Pipers — «Dream»
25. Патти Пейдж (Patti Page) — «(How Much is) That Doggie in the Window?»
26. Путни Дандридж (Putney Dandridge[англ.]) — «The Skeleton in the Closet»
27. Розмари Клуни (Rosemary Clooney) — «It’s Bad for Me»
28. Рут Эттинг (Ruth Etting) — «Ten Cents a Dance»
29. Ред МакКензи (Red McKenzie[англ.]) — «The Trouble with Me Is You»
30. Сёстры Эндрюс (The Andrews Sisters) — «Bei Mir Bistu Shein»
31. Тодд Роллинз и его оркестр вместе с Чиком Буллоком (Todd Rollins & His Orchestra with Chick Bullock[англ.]) — «The Boogie Man»
32. Фэтс Уоллер и его Ритм (Fats Waller & His Rhythm) — «Jitterbug Waltz»
33. Фред Астер (Fred Astaire) — «We Saw the Sea»
34. Хорас Хайдт и его Музыкальные рыцари (Horace Heidt[англ.] & His Musical Knights) — «Dawn of a New Day»
35. Эдди Дачин и его оркестр с участием Мэри Мартин (Eddy Duchin[англ.] & His Orchestra featuring Mary Martin) — «My Heart Belongs to Daddy»
36. Адриан Роллини и его оркестр (Adrian Rollini[англ.] & His Orchestra) — «Sweet Madness»
37. Элла Фицджеральд (Ella Fitzgerald) — «It’s Only a Paper Moon»
38. Элла Фицджеральд вместе с The Ink Spots — «I’m Making Believe»

## Отзывы
| Сводный рейтинг    | Сводный рейтинг                        |
| Агрегатор          | Оценка                                 |
| ------------------ | -------------------------------------- |
| GameRankings       | X360: 87,78 % ПК: 87,75 % PS3: 87,05 % |
| Metacritic         | 88/100                                 |
| Иноязычные издания |                                        |
| Издание            | Оценка                                 |
| 1UP.com            | B+                                     |
| CVG                | 9,1/10                                 |
| Edge               | 8/10                                   |
| Eurogamer          | 8/10                                   |
| Famitsu            | 35/40                                  |
| Game Informer      | 8,25/10                                |
| GamePro            | [ 19 ]                                 |
| GameSpot           | 8,5/10                                 |
| GameSpy            | [ 22 ]                                 |
| GamesRadar+        | 10/10                                  |
| GameTrailers       | 8,8/10                                 |
| IGN                | 9,1/10                                 |
| TeamXbox           | 9,2                                    |

BioShock 2 получила положительные отзывы. На сайте Metacritic, игра получила 88 баллов из 100.
Летом 2018 года, благодаря уязвимости в защите Steam Web API, стало известно, что точное количество пользователей сервиса Steam, которые играли в игру хотя бы один раз, составляет 1 558 279 человек.